# 道兴根
道兴根是德国巴登-符腾堡州的一个市镇。总面积10.04平方公里，总人口3677人，其中男性1816人，女性1861人（2011年12月31日），人口密度366人/平方公里。